# Кх'є Бумса
Кх'є Бумса (Khye Bumsa) — принц Мін'яку 14 століття, член східнотибетської династії Кхам. Згідно з легендою, йому відкрилося одкровення вирушити на південь, що він і зробив, досягши Сіккіму, де він і встановив власну династію правителів народу бхутія. Пізніше його спадкоємці стали чоґ'ялами (монархами) Сіккіму.